# مهدی سبحانی
مهدی سبحانی (زاده ۱۳۴۶) دیپلمات ایرانی و سفیر کنونی ایران در کشور ارمنستان است.

## تحصیلات
- کارشناسی: روابط بین الملل از دانشکده روابط بین الملل وزارت خارجه
- کارشناسی ارشد: دیپلماسی و سازمان های بین المللی از دانشکده روابط بین الملل وزارت امور خارجه
- دکتری: روابط بین الملل از دانشگاه تهران

## سوابق
- دانشجوی دانشکده وزارت امور خارجه ورودی ۱۳۶۷
- اشتغال رسمی در وزارت امور خارجه در سال ۱۳۷۲
- رئیس میز ارمنستان در وزارت خارجه از سال ۷۳ تا ۷۵
- دبیر دوم سفارت جمهوری اسلامی ایران در باکو از سال ۷۵ تا ۷۹
- معاون و سرپرست اداره دوم مشترک المنافع وزارت خارجه از سال ۷۹ تا ۸۲
- معاون سفارت جمهوری اسلامی ایران در کی یف اوکراین از سال ۸۲ تا ۸۳
- معاون سفارت جمهوری اسلامی ایران در عشق آباد ترکمنستان از سال ۸۳ تا ۸۶
- معاون مدیرکل آسیای غربی وزارت خارجه از سال ۸۶ تا ۹۱
- سرکنسول جمهوری اسلامی ایران در کراچی پاکستان از سال ۹۲ تا ۹۶
- معاون مدیر کل غرب آسیای وزارت امور خارجه در سال ۹۶
- مدیرکل راهبردی وزارت امور خارجه از سال ۹۶ تا ۱۴۰۰
- سفیر جمهوری اسلامی ایران در سوریه از سال ۱۴۰۰ تا ۱۴۰۲
- سفیر جمهوری اسلامی ایران در ارمنستان از سال ۱۴۰۲ تا کنون

## تالیفات

### آثار
- اقتصاد سیاسی نظامی‌گری و مداخله آمریکا در افغانستان

### ترجمه
- دیپلمات‌ها چکار می‌کنند؟
- دیپلماسی دو جانبه